# Panneschopp
Panneschopp ist ein Ortsteil der zum Kreis Heinsberg gehörenden Stadt Geilenkirchen in  Nordrhein-Westfalen.

## Geographie

### Lage
Panneschopp liegt circa drei Kilometer westlich des Stadtzentrums von Geilenkirchen. In der Nähe befindet sich die Air Base Geilenkirchen. 

### Gewässer
Der Ort gehört zum Einzugsgebiet des in die Maas entwässernden Rodebaches (GEBKZ 28182211, GEWKZ 281822).

### Nachbarorte
| Niederbusch | Gillrath                                    | Niederheid |
|             | Kompassrose, die auf Nachbargemeinden zeigt | Nierstraß  |
|             |                                             | Teveren    |

### Siedlungsform
Panneschopp ist ein locker bebauter Weiler.

## Geschichte

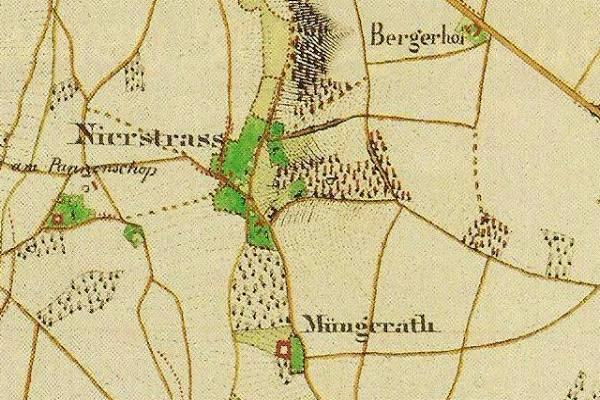
Panneschopp auf der Urkatasterkarte 1846

Panneschopp ist ein erst im 19. Jahrhundert entstandener Ort. In der Beschreibung der Königlich Preußischen Rheinprovinz von 1830 ist Panneschopp noch nicht aufgeführt. Die erste Benennung ist auf der Urkatasterkarte von 1846 zu finden, wo der Ort mit am Pannenschop eingetragen ist. Der Name geht auf die mundartliche Bezeichnung Pannenschop für „(Dach-)Pfannenschuppen“ zurück und entstand in der ersten Hälfte des 19. Jahrhunderts mit dem Entstehen der Dachziegelbrennerei in der Gegend. 1893 wird bereits die heutige Bezeichnung Panneschopp verwendet. 
Im Zuge der Gebietsreform zum 1. Januar 1972 blieben die Orte Gillrath, Hatterath, Nierstraß und Panneschopp bei der Stadt Geilenkirchen.

### Kirchengeschichte
Der Ort gehört zur katholischen Pfarrei St. Marien in Gillrath, die Bevölkerung ist überwiegend katholisch.

## Politik
Gemäß § 3 (1) b) der Hauptsatzung der Stadt Geilenkirchen bilden die Orte Gillrath, Hatterath, Nierstraß und Panneschopp einen Stadtbezirk. Der wird durch einen Ortsvorsteher im Stadtrat der Stadt Geilenkirchen vertreten. Ortsvorsteher des Stadtbezirks ist Franz Beemelmanns. Stand 2013

## Sehenswürdigkeiten

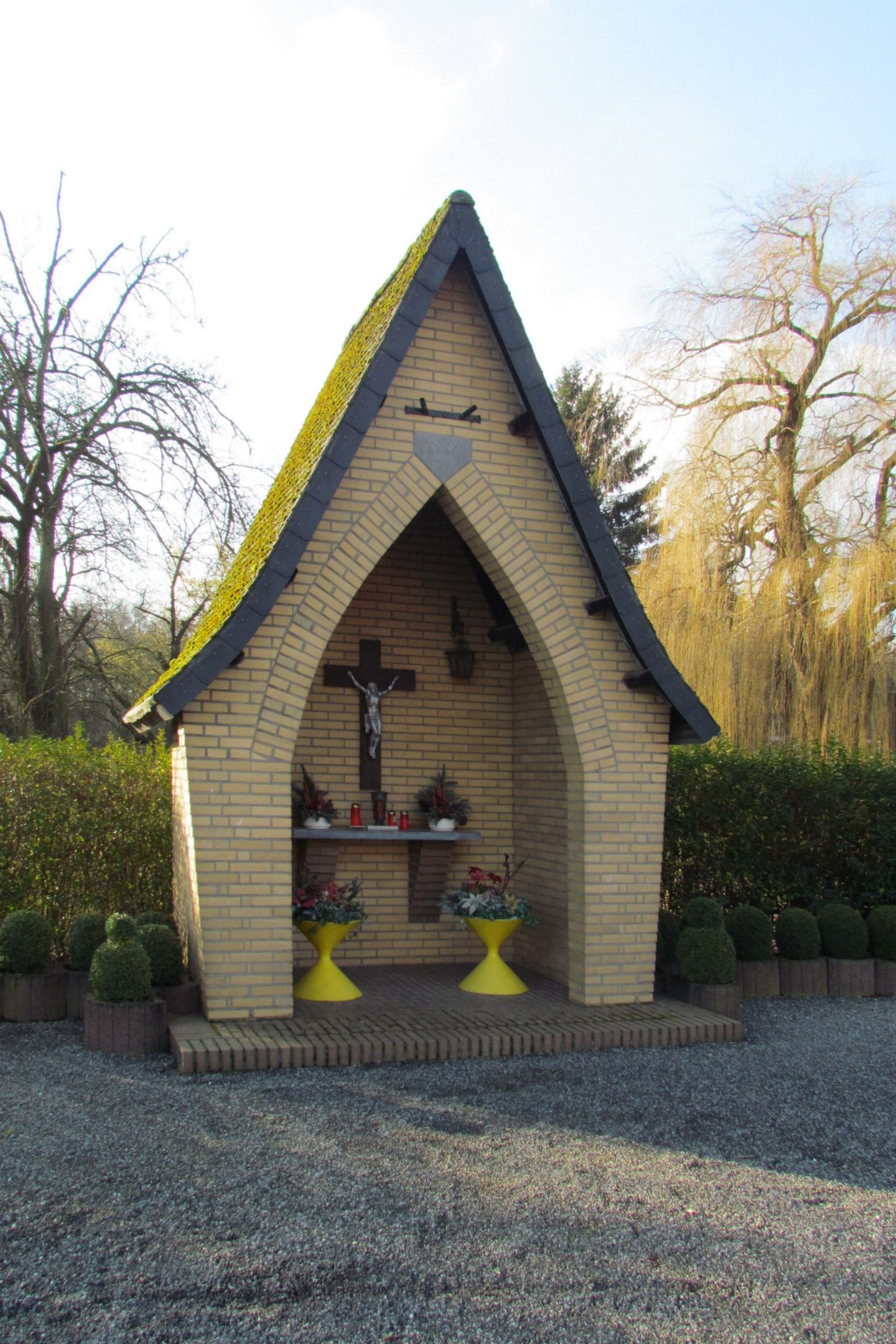
Wegekapelle Panneschopp

Wegekapelle Panneschopp: Die kleine römisch-katholische Kapelle befindet sich im Ortsteil Panneschopp in Höhe der Hausnummer 33 auf einem befestigten Platz. Sie wurde 1964 von den Bewohnern des Ortes errichtet und ist kirchlich der Pfarrei Gillrath zugeordnet. Das Gebäude ist ein schlichter Backsteinbau mit spitzem Satteldach, im Inneren befindet sich ein einfaches Kruzifix.

## Infrastruktur
- Im November 2012 lebten in Panneschopp 29 Personen.
- Unmittelbar angrenzend zur Bebauung liegt das Naturschutzgebiet Panneschopp.[8]
- Der Ort hat Anschluss an das Radverkehrsnetz NRW.

## Schulwesen
- Volksschule Gillrath, auch für Panneschopp 1925: 4 Klassen, 3 Stufen, 2 Lehrer, 2 Lehrerinnen, 171 Kinder
- Volksschule Gillrath, auch für Panneschopp 1965: 4 Klassen, 4 Lehrerstellen, 138 Kinder

## Straßennamen
In Panneschopp gibt es keine Straßenbezeichnungen, sondern nur Hausnummern.